# District de Riaba
Le district de Riaba (en espagnol : distrito de Riaba) est un district de Guinée équatoriale, constitué par la partie orientale de la province de Bioko-Sur, sur l'île de Bioko. Il a pour chef-lieu la ville de Riaba. Le recensement de 1994 y a dénombré 3 327 habitants.